# Знаєш, як болить
«Знаєш, як болить» — сингл гурту Lama з другого альбому «Світло і тінь». Сингл було видано 2008 року та запущено до ротації українських радіохвиль. До пісні було відзнято відеокліп.

## Популярність
У 2008 році пісня займала перше місце у всеукраїнському чарті. Пісня також стала саундтреком до фільму «Сафо. Кохання без меж».

## Відеокліп
Відеокліп повторює кадри з фільму «Сафо. Кохання без меж».